# Chábeli Iglesias
María Isabel Iglesias Preysler (Estoril, Portugal, 3 de septiembre de 1971) más conocida como Chábeli Iglesias, es una celebridad y presentadora de televisión española. Es hija del cantante español Julio Iglesias y de la celebridad Isabel Preysler. Además, es la hermana mayor de los cantantes Enrique Iglesias y Julio Iglesias Jr., medio hermana de la aristócrata Tamara Falcó y de Ana Boyer, y cuñada de los tenistas Anna Kournikova y Fernando Verdasco.
Chábeli es un personaje de la jet set que ha aparecido en muchas portadas y artículos de revistas de entretenimiento, por lo cual es reconocida internacionalmente.

## Vida e imagen
Tras el divorcio de sus padres y el secuestro de su abuelo en 1985, su padre decidió mudarse con ella y sus dos hermanos, Enrique y Julio José, por motivos de seguridad, a Miami, donde estuvo residiendo bajo custodia protegida permanentemente. 
En la década de 1990, Chábeli presentó varios programas en España en el canal de televisión Antena 3, como Al sol con (1991) y apareció en varios programas de entrevistas americanos y esto propició que creara su propio talk show, titulado "El show de Chábeli", que se transmitió por Univisión.
Se casó el 11 de septiembre de 1993 con Ricardo Bofill Maggiora Vergano, hijo del arquitecto español Ricardo Bofill. Se divorciaron en 1996.
En junio de 1999, en compañía del empresario James Miller, sufrió un grave accidente de coche en Los Ángeles, que requirió su hospitalización. La policía declaró que con el tipo de heridas que tenía, era muy poco probable que sobreviviese. En el momento del accidente, ella se encontraba en el asiento del copiloto, cuando el coche dio varias vueltas hasta que ambos pasajeros fueron lanzados con fuerza al exterior. Tras varios meses de recuperación ambos quedaron sin secuelas. 
El 8 de octubre de 2001, Chábeli volvió a casarse, esta vez con el empresario Christian Fernando Altaba. Chábeli es madre de un niño, Alejandro fruto de su relación con el empresario. Su hijo Alejandro nació de forma prematura el 14 de enero de 2002. Los padrinos de Alejandro fueron sus hermanos Julio Iglesias, Jr. y Ana Boyer.
El 2 de febrero de 2010, se anunció que ella estaba embarazada de gemelas que nacerían en verano. Sin embargo, el 12 de marzo de 2010, la revista People, informó que Chábeli había sufrido un aborto. En febrero de 2012, ella y su marido anunciaron que habían sido padres de una niña, Sofía, que nació el 4 de enero de ese año después de que ambos padres hubiesen mantenido en secreto el embarazo.
Actualmente reside en Miami, alejada de los focos televisivos y la prensa, y centrada en la vida familiar.
En 2024 regresa a España para presentar junto a su hermano Julio Iglesias Jr el programa de televisión Los Iglesias. Hermanos a la obra, en La 1 de TVE.
Es sobrina nieta de la actriz filipina Neile Adams y prima segunda del actor estadounidense Steven R. McQueen. Además, es descendiente de Luis Sáenz de Tagle, noble y financiero del rey Felipe V de España.